# UNICEF Open 2010
UNICEF Open 2010 — тенісний турнір, що проходив на відкритих кортах із трав'яним покриттям. Це був 21-й за ліком Rosmalen Grass Court Championships. Належав до серії 250 у рамках Туру ATP 2010, а також до серії International у рамках Туру WTA 2010. І чоловічі, і жіночі змагання відбулись в Autotron park у Rosmalen, поблизу Гертогенбоса (Нідерланди). Тривав з 13 до 19 червня 2010 року. Сергій Стаховський і Жустін Енен здобули титул в одиночному розряді.

## Переможниці та фіналістки

### Чоловіки. Одиночний розряд
Сергій Стаховський —  Янко Типсаревич 6–3, 6–0
- Для Стаховського це був перший титул за сезон і 3-й — за кар'єру.

### Одиночний розряд. Жінки
Жустін Енен —  Андреа Петкович, 3–6, 6–3, 6–4
- Для Енен це був другий титул за сезон і 43-й — за кар'єру.

### Парний розряд. Чоловіки
Роберт Ліндстедт /  Горія Текеу —  Лукаш Длуги /  Леандер Паес 1–6, 7–5, [10–7]

### Парний розряд. Жінки
Алла Кудрявцева /  Анастасія Родіонова —  Ваня Кінґ /  Ярослава Шведова 3–6, 6–3, [10–6]

## Учасники

### Сіяні учасники
| Гравець          | Країна     | Рейтинг* | Сіяний |
| ---------------- | ---------- | -------- | ------ |
| Іван Любичич     | Хорватія   | 15       | 1      |
| Маркос Багдатіс  | Кіпр       | 26       | 2      |
| Томмі Робредо    | Іспанія    | 36       | 3      |
| Віктор Троїцький | Сербія     | 39       | 4      |
| Філіпп Пецшнер   | Німеччина  | 41       | 5      |
| Тіємо де Баккер  | Нідерланди | 44       | 6      |
| Янко Типсаревич  | Сербія     | 50       | 7      |
| Бенжамін Бекер   | Німеччина  | 52       | 8      |

- Рейтинг подано of 7 червня 2010.

### Інші учасники
Нижче наведено учасників, які отримали вайлд-кард на участь в основній сітці:
- Робін Гаасе
- Генрі Контінен
- Ігор Сійслінґ

Нижче наведено гравців, які пробились в основну сітку через стадію кваліфікації:
- Дастін Браун
- Раміз Джунейд
- Зімон Штадлер
- Крістоф Вліген

Гравець, що потрапив в основну сітку як щасливий лузер:
- Ражів Рам

## Учасниці

### Сіяні учасниці
| Гравчиня                | Країна    | Рейтинг* | Сіяна |
| ----------------------- | --------- | -------- | ----- |
| Жустін Енен             | Бельгія   | 18       | 1     |
| Дінара Сафіна           | Росія     | 20       | 2     |
| Марія Кириленко         | Росія     | 28       | 3     |
| Ярослава Шведова        | Казахстан | 32       | 4     |
| Александра Дулгеру      | Румунія   | 31       | 5     |
| Сара Еррані             | Італія    | 33       | 6     |
| Андреа Петкович         | Німеччина | 34       | 7     |
| Анабель Медіна Гаррігес | Іспанія   | 38       | 8     |

- Рейтинг подано станом на 7 червня 2010.

### Інші учасниці
Нижче наведено учасниць, які отримали вайлд-кард на участь в основній сітці:
- Жустін Енен
- Лора Робсон
- Аранча Рус

Нижче наведено гравчинь, які пробились в основну сітку через стадію кваліфікації:
- Жюлі Куен
- Аранча Парра Сантонха
- Анастасія Родіонова
- Сандра Заглавова